# Tachyhydrit
Tachyhydrit (auch Tachhydrit; IMA-Symbol Thy) ist ein selten vorkommendes Mineral aus der Mineralklasse der „Halogenide“ mit der chemischen Zusammensetzung CaMg2Cl6·12H2O und damit chemisch gesehen ein wasserhaltiges Calcium-Magnesium-Chlorid.
Tachyhydrit kristallisiert im trigonalen Kristallsystem, ist durchsichtig bis durchscheinend und entwickelt meist rundliche, farblose oder wachs- bis honiggelbe Massen. Synthetisch gezogen bildet das Mineral auch rhomboedrische oder tafelige Kristalle aus.
Mit einer Mohshärte von 2 gehört Tachyhydrit zu den weichen Mineralen und lässt sich ähnlich wie das Referenzmineral Gips mit dem Fingernagel ritzen.

## Etymologie und Geschichte
Tachyhydrit verdankt seinen Namen seiner hygroskopischen Eigenschaft, der Umgebungsluft die Feuchtigkeit zu entnehmen und dann rasch zu zerfließen. Abgeleitet wurde der Name von den altgriechischen Worten ταχύς [tachýs] für schnell und ὕδωρ [hydor] für Wasser, zusammengesetzt also „schnelles Wasser“.
Erstmals entdeckt wurde das Mineral in der Steinsalz-Lagerstätte bei Staßfurt in Sachsen-Anhalt und beschrieben 1856 durch Karl Friedrich Rammelsberg.

## Klassifikation
Bereits in der veralteten 8. Auflage der Mineralsystematik nach Strunz gehörte der Tachyhydrit zur Klasse der „Halogenide“ und dort zur Abteilung der „Doppelhalogenide“, wo er zusammen mit Carnallit die „Carnallit-Tachyhydrit-Gruppe“ mit der System-Nr. III/B.08 und den weiteren Mitgliedern Koenenit und dem inzwischen als Mineralgemenge diskreditierten Almerait bildete.
Im zuletzt 2018 überarbeiteten und aktualisierten Lapis-Mineralienverzeichnis nach Stefan Weiß, das sich aus Rücksicht auf private Sammler und institutionelle Sammlungen noch nach dieser alten Form der Systematik von Karl Hugo Strunz richtet, erhielt das Mineral die System- und Mineral-Nr. III/C.08-30. In der „Lapis-Systematik“ entspricht dies der etwas verfeinerten Abteilung „Doppelhalogenide (meist mit OH, H2O)“, wo Tachyhydrit zusammen mit Carnallit, Koenenit und Redikortsevit unbenannte Gruppe III/C.08 bildet.
Die von der International Mineralogical Association (IMA) zuletzt 2009 aktualisierte 9. Auflage der Strunz’schen Mineralsystematik ordnet den Tachyhydrit dagegen in die Abteilung der „Einfachen Halogenide mit H2O“ ein. Diese ist zudem weiter unterteilt nach dem Stoffmengenverhältnis von Metall (M) zu jeweiligem Halogen (X), so dass das Mineral entsprechend seiner Zusammensetzung in der Unterabteilung „M : X = 1 : 2“ zu finden ist, wo es als einziges Mitglied die unbenannte Gruppe 3.BB.35 bildet.
Auch die vorwiegend im englischen Sprachraum gebräuchliche Systematik der Minerale nach Dana ordnet den Tachyhydrit zwar ebenfalls in die Klasse der „Halogenide“, dort allerdings in die Abteilung der „Komplexen Halogenide – Aluminiumfluoride“ ein. Hier ist er als einziges Mitglied in der unbenannten Gruppe 11.05.05 innerhalb der Unterabteilung der „Komplexen Halogenide - Aluminiumfluoride mit (A)mB(X)6“ zu finden.

## Kristallstruktur
Tachyhydrit kristallisiert trigonal in der Raumgruppe R3 (Raumgruppen-Nr. 148) mit den Gitterparametern a = 10,14 Å und c = 17,32 Å sowie 3 Formeleinheiten pro Elementarzelle.

## Eigenschaften
Das Mineral ist sehr gut wasserlöslich. Ein Liter Wasser mit einer Temperatur von 18,75 °C kann 1603 Gramm Tachyhydrit aufnehmen.

## Bildung und Fundorte
Tachyhydrit scheidet sich aus stark magnesiumhaltigen Restlaugen mariner Salzlagerstätten ab. Als Begleitminerale treten unter anderem Anhydrit, Bischofit, Carnallit, Halit, Kainit, Kieserit und Sylvin auf.
Als seltene Mineralbildung konnte Tachyhydrit nur an wenigen Orten nachgewiesen werden, wobei weltweit weniger als 20 Fundorte dokumentiert sind (Stand: 2022). Neben seiner Typlokalität Staßfurt trat das Mineral in Deutschland noch bei Tarthun und im Kaliwerk Teutschenthal in Sachsen-Anhalt sowie in mehreren Kaligruben nahe Celle, Reyershausen (Kaliwerk Königshall-Hindenburg), Frenswegen, Godenau (Kaliwerk Desdemona) und im Kaliwerk Vienenburg zutage.
Der bisher einzige österreichische Fundort ist die Steinsalz-Lagerstätte bei Hallein in Salzburg.
Des Weiteren wurde Tachyhydrit noch im Grubenfeld Mengo im Departement Kouilou der Republik Kongo, in der Anhydritgrube Billingham und im Kaliwerk Carlsbad im Eddy County des US-Bundesstaates New Mexico gefunden.

## Synthetische Herstellung
Ein Patent beschreibt, wie sich durch Behandlung magnesiumhaltiger Karbonate mit starker Salzsäure Tachyhydrit bildet. Dies kann zu einem Hindernis bei der Erdölförderung werden, wenn dadurch Poren verschlossen werden.